# Folar
Le folar est traditionnellement le pain de Pâques au Portugal, confectionné à base d'eau, de sel, d’œuf et de farine de blé.
La forme, le contenu et la confection varient selon les régions du Portugal et vont du salé au sucré au gré de leurs diverses formes.

## Folarde Chaves
Particulièrement dans le nord-est de la région de Trás-os-Montes, à Chaves et Valpaços, le folar de Chaves est confectionné à partir de pâte à pain, levée et moelleuse, remplie de viande de porc et de veau, de presunto, de saucisse, de chevreau ou de poulet, entre autres ingrédients possibles. On utilise également des œufs, de la graisse et de l'huile d'olive pour sa confection,.